# Jasnosłyszenie
Jasnosłyszenie – trzeci album Anny Marii Jopek, wydany w roku 1999.
Nagrania uzyskały certyfikat złotej płyty.

## Lista utworów
1. „Timbuktu”
2. „Księżyc jest niemym posłańcem”
3. „Ślady po tobie”
4. „Uznaj mnie za zaginioną”
5. „Dina Delusi”
6. „Kołysanna”
7. „Ja wysiadam”
8. „Smutny Bóg”
9. „Tata”
10. „Kiedy będziesz duży”
11. „Jedyna, ostatnia, pierwsza”
12. „Uciekaj, uciekaj”
13. „Timbuktu (Repryza)”